# Ōsako Naotoshi

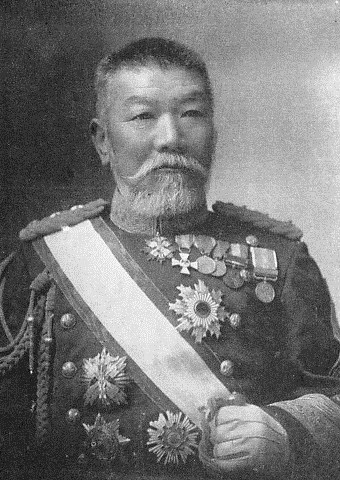
Ōsako Naotoshi, Oktober 1913.

Shishaku Ōsako Naotoshi (jap. 大迫 尚敏; * 24. Dezember 1844 in Kagoshima, Satsuma, Japan; † 20. September 1927) war ein General des Kaiserlich Japanischen Heeres.

## Leben
Ōsako wurde in Kagoshima im Satsuma-Lehen, der heutigen Präfektur Kagoshima, im Süden Japans geboren. Während des ersten Japanisch-Chinesischen Krieges wurde ihm das Kommando über eine Brigade übergeben. 1895 folgte die Ernennung zum Danshaku nach dem japanischen Adelssystem des Kazoku. 1900 wurde ihm das Kommando über die 7. Division übertragen.
Während des Russisch-Japanischen Krieges wurde Ōsako mit der 7. Division der 3. Armee zugeteilt und nahm mit dieser an der Belagerung von Port Arthur teil, bei der sie schwere Verluste hinnehmen musste. Nach der Einnahme Port Arthurs führte Ōsako die Reste seiner Division in den Norden der Mandschurei, um an der Schlacht von Mukden teilzunehmen.
1906 wurde er zum General befördert und zum shishaku, dem japanischen Äquivalent eines Vizegrafs, ernannt. Nach dem Austritt aus der Armee leitete er von 1912 bis 1927 die Gakushūin Schule, die die Kinder des japanischen Adels erzog. Ōsako Naotoshi starb am 20. September 1927.

## Auszeichnungen
- Orden der Aufgehenden Sonne mit dem Großkreuz des Paulownien-Ordens, 1. Klasse, 1927